# La Madone du Magnificat

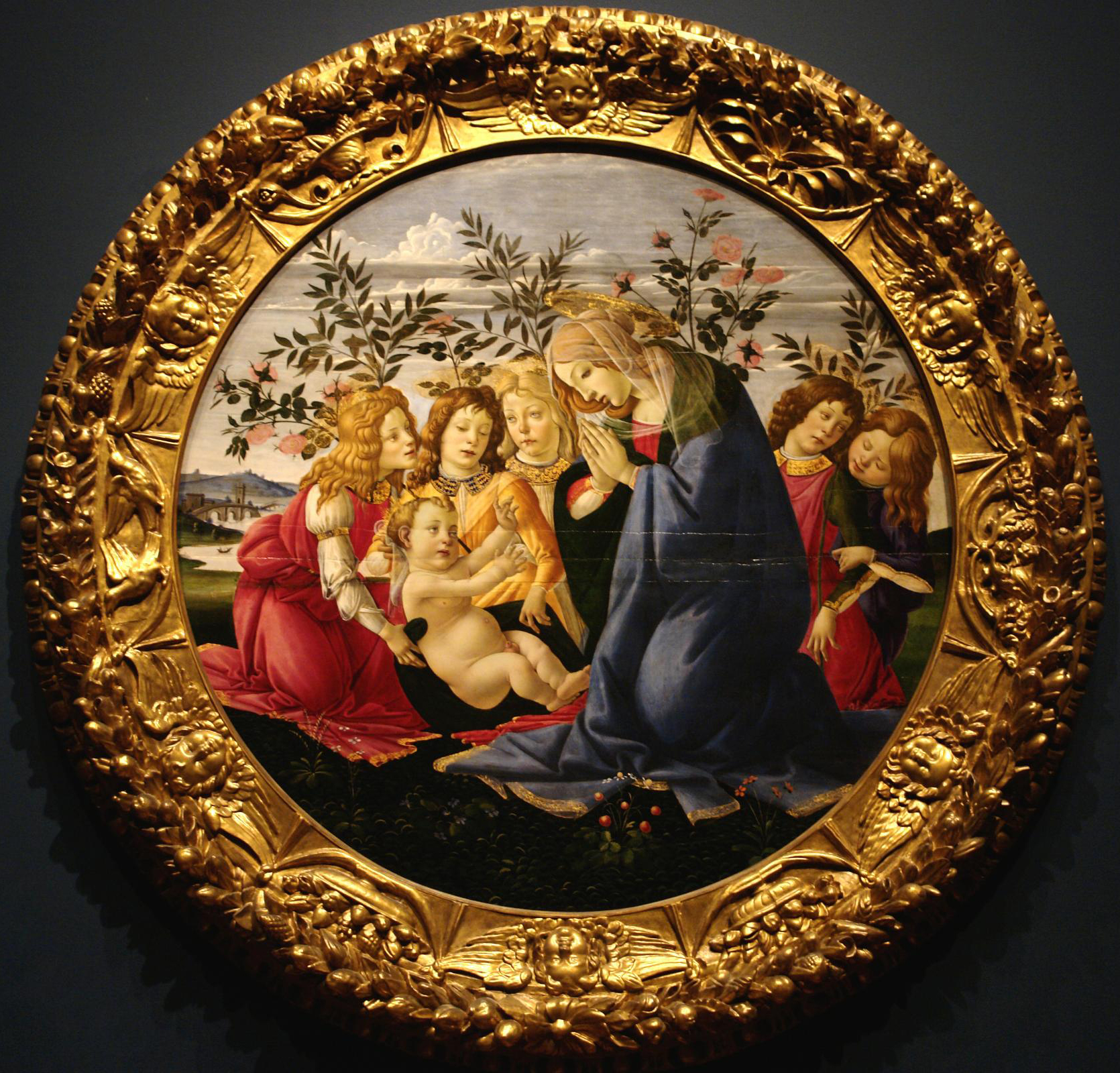
Madonna Adorante con cinque angeli

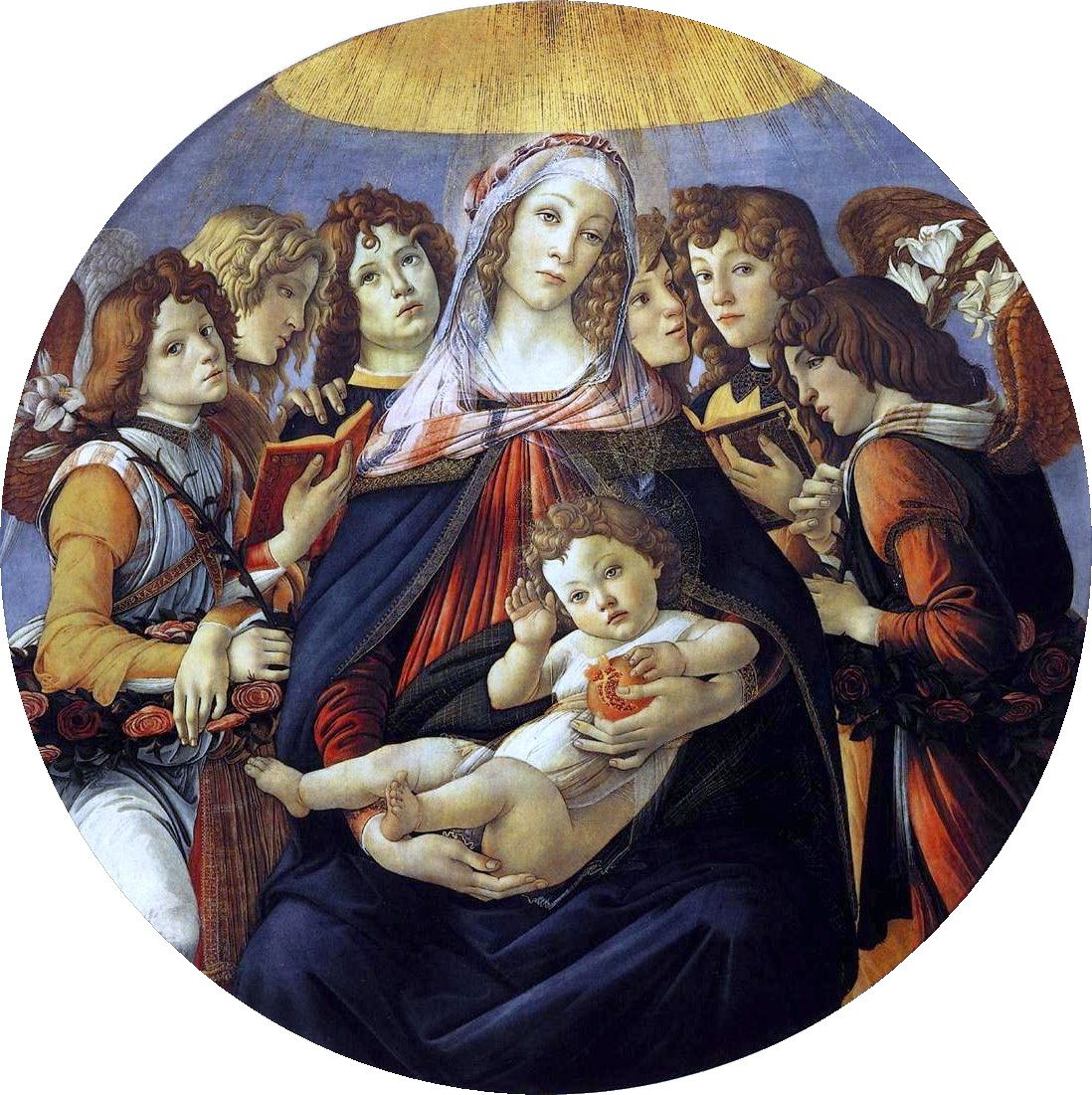
La Vierge à la grenade

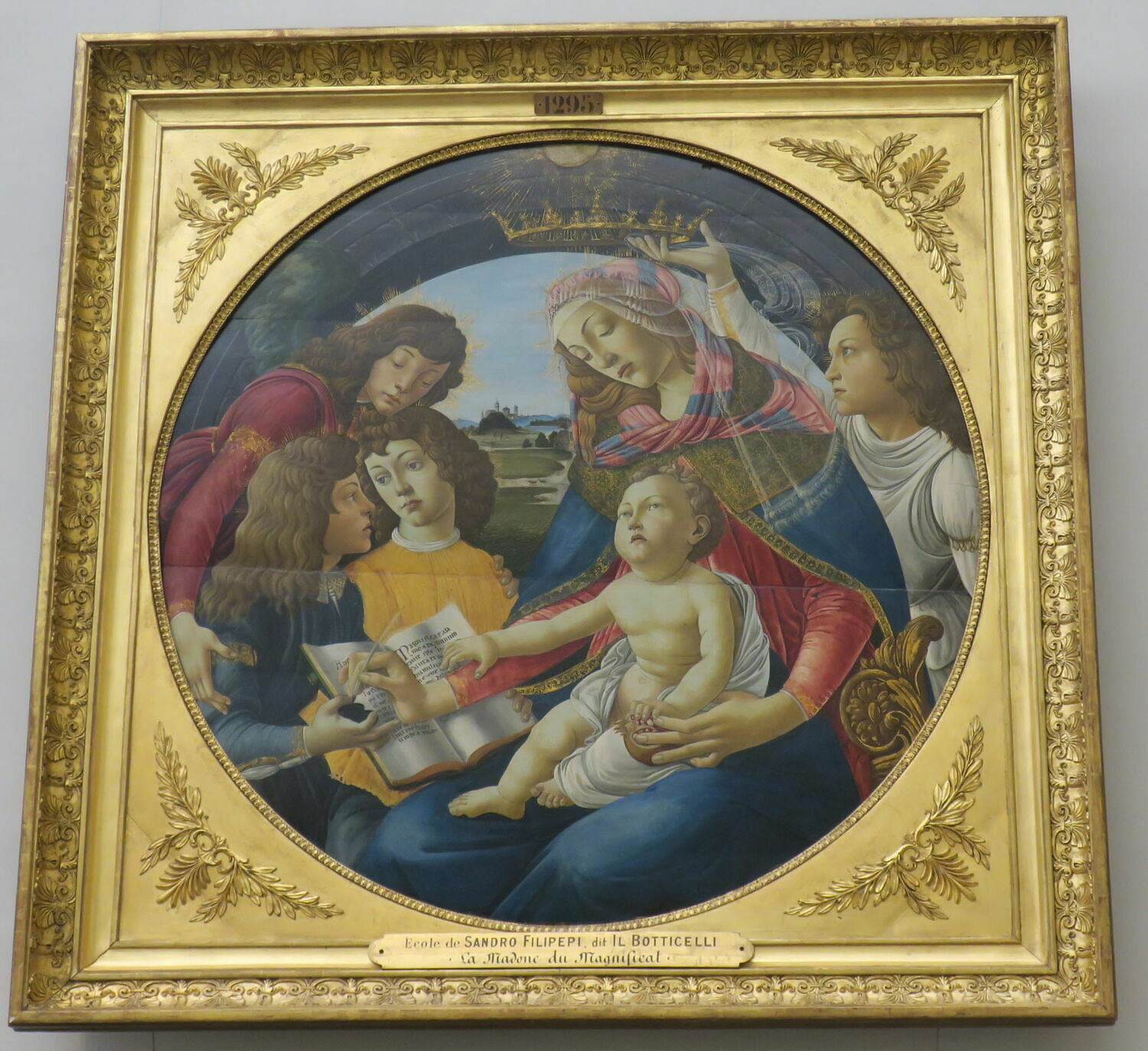
École de Botticelli Madone du Magnificat 1485 Musée du Louvre Paris France

La Madone du Magnificat (Madonna del Magnificat en italien) est un tableau en tondo de Sandro Botticelli, datant de 1481, peint pour la famille Médicis et conservé à la galerie des Offices de Florence.

## Composition
Le tableau représente la Vierge et l'Enfant entourée de cinq anges, dont deux tiennent la couronne au-dessus de la tête de Marie, une couronne composée d'innombrables étoiles en Stella matutina (étoile du matin).
L'Enfant Jésus guide la main de sa mère tenant une plume pour écrire le texte du Magnificat dont la première lettre est un M.
De leurs autres mains, Marie et Jésus enfant tiennent une grenade, rouge, symbole de la Passion.
Le fond comporte un paysage présenté en perspective atmosphérique d'une facture de la peinture flamande, traduisant les fructueux échanges entre les deux pays au Quattrocento par les marchands et les banquiers.
Ce tondo comporte beaucoup d'or dans les chevelures, les ornementations des tissus, la couronne exprimant la commandite riche du tableau.

## Postérité
Le tableau fait partie du musée imaginaire de l'historien français Paul Veyne, qui le décrit dans son ouvrage justement intitulé Mon musée imaginaire.

## Autrestondide la Madone chez Botticelli
- Madonna del padiglione (1493), de 65 cm de diamètre, conservée à la pinacothèque Ambrosienne  de Milan.
- Madonna della melagrana (1487), de 143,5 cm de diamètre, conservée à la Galerie des Offices de Florence.
- La Vierge à l'Enfant avec le petit saint Jean (1490/1500), de 74 cm de diamètre, conservée au Musée d'Art de São Paulo.
- Madone du Magnificat (1485) de 114 cm de diamètre, copie de l'école de Botticelli, conservée au Musée du Louvre.

## Autres formats
- Madonna col Bambino (1467), de 71 × 51 cm, musée du Petit Palais (Avignon).
- Madonna della loggia (1467), de 72 × 50 cm, Galerie des Offices de Florence.
- Madonna col Bambino e angelo (1465), de 110 × 70 cm, musée Fesch d'Ajaccio
- Madonna dell'Eucarestia (1470-1472), de 85 × 64,5 cm, musée Isabella Stewart Gardner de Boston.
- Madonna con il Bambino e due angeli (1468 – 1469), de 100 × 71 cm, Galleria Nazionale di Capodimonte de Naples.
- Madonna col Bambino e san Giovannino (1495), de 134 × 92 cm, Galerie Palatine du palais Pitti de Florence.
- Madonna del libro (1480), de 58 × 39,5 cm, Poldi Pezzoli de Milan (l'Enfant Jésus porte une couronne d'épines autour du bras gauche)
- Madonna del roseto (1469-1470), de 124 × 64 cm, Galerie des Offices de Florence.